# Gentelles
Gentelles là một xã ở tỉnh Somme, vùng Hauts-de-France, Pháp.
Thị trấn này tọa lạc trên đường D168, khoảng 8 dặm Anh về phía đồng nam của Amiens.
Thị trấn này đã từng có nhiều tên gọi khác nhau trong lịch sử: Gentilla, Gentella, Gentèle, Gentela, Gentelles, Gentilles, Le Gendalle và cuối cùng là Gentelles.

Trong đệ nhất thế chiến, khu vực này nằm ở trọng tâm của trận Somme và chịu hư hại nặng.

## Dân số
| 1896                                                           | 1962 | 1968 | 1975 | 1982 | 1990 | 1999 |
| -------------------------------------------------------------- | ---- | ---- | ---- | ---- | ---- | ---- |
| 545                                                            | 269  | 299  | 358  | 359  | 446  | 461  |
| Số liệu điều tra dân số từ năm 1962, dân số không tính hai lần |      |      |      |      |      |      |